# 陳寶儀
陳寶儀（1956年11月22日—），陳寶珠之妹，羅樂林妻子，童星出身，前香港佳藝電視、麗的電視、亞洲電視、無綫電視女藝人。在80年代末至90年代中期間參與無綫電視劇集。

## 電視劇（佳藝電視）
- 1977年 紅樓夢 飾 襲人
- 1978年 雪山飛狐 飾 田青文

## 電視劇（無綫電視）
- 飞狐外传
- 雪山飞狐
- 壹號皇庭
- 壹號皇庭III
- 水餃皇后 饰 余玉儿
- 今生無悔 (無綫電視劇)
- 蜀山奇俠之仙侶奇緣
- 我本善良 (無綫電視劇) 饰 苏静

## 電視劇（麗的電視/亞洲電視）
- 1980年 浮生六劫 飾 梁慧雲
- 1980年 大內群英 飾 孟麗絲

## 電視劇（新加坡電視機構/新傳媒）
- 1995年 金枕头

## 電視劇（馬來西亞HVD）
- 1997年 破曉
- 1997年 浓情化不開

## 主持節目
- 都市閒情
- 婦女新姿

## 電影
- 一劍震江湖 (1963)
- 風雨泣萍姬 (1963)
- 情海幽蘭 (1964)
- 香城艷屍 (1964)
- 女殺手虎穴救孤兒 (1966)
- 孝女珠珠 (1966)
- 玉女心 (1968)
- 娘惹之戀 (1969)
- 猛龍福星 (1981)
- 火鴛鴦 (1996)
- 拳神 (2001)

## 外部連結
- 陳寶儀在香港影庫上的簡介（页面存档备份，存于）